# 激励迷题
激励迷题，施普伦格针对各种激励理论提出的批评评论。

## 迷题内容
1. 悲观的人的形象：员工作为“刺激-反应”机器，不是按照他们的行为进行询问；
2. 领导层和员工之间的明确的要求关系明显显示出绩效导向，和作为奖惩体系的结果；
3. （以往的激励理论）肯定是促使愿意（做出）更少的绩效而非绩效能力（的提高）；
4. 放弃了孤立的和介入的干预。